# Ultramarathon

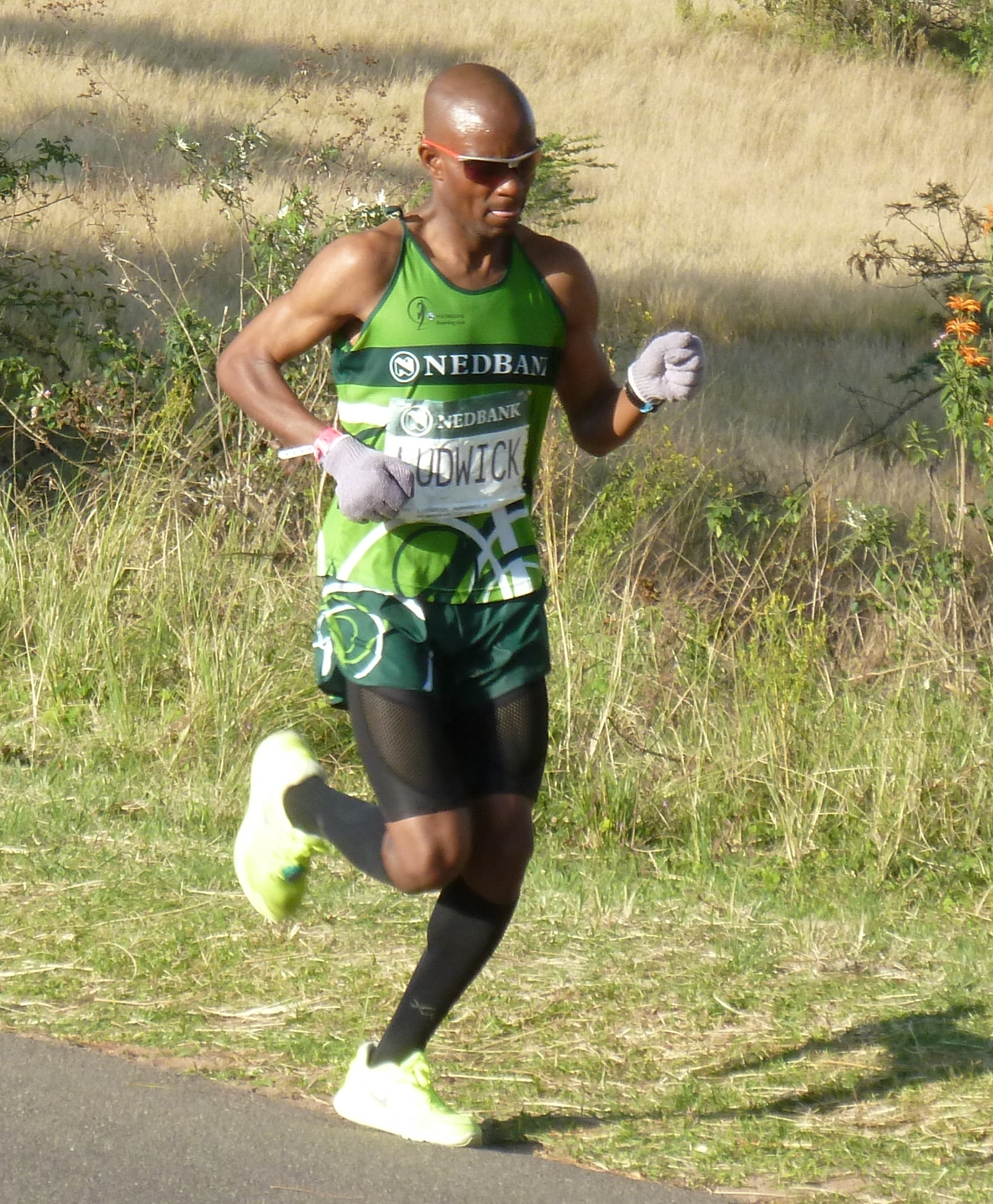
Der südafrikanische Ultraläufer Ludwick Mamabolo beim Comrades Marathon 2013

Ein Ultramarathon ist eine Laufveranstaltung über eine Strecke, die länger als die Marathondistanz von 42,195 km ist.
Die populärste unter diesen Distanzen ist der 100-km-Straßenlauf, der über den World Athletics Rekordlisten führt. Die gültigen Leichtathletik-Weltrekorde halten bei den Männern Nao Kazami (Japan) mit 6:09:14 h und bei den Frauen Tomoe Abe (Japan) mit 6:33:11 h. Viele dieser Läufe finden auf offiziell vermessenen 5-km- oder 10-km-Runden statt, allerdings gibt es auch 100-km-Läufe, die auf einer einzigen großen Runde ausgetragen werden, wie die 100 km von Biel.
Der Litauer Aleksandr Sorokin lief im Mai 2023 die 100 km in 6:05:35 h.
Die meisten Ultramarathons sind Landschaftsläufe (s. Traillauf), deren Längen nicht normiert sind und sich nach den topographischen Gegebenheiten richten. Ultramarathons mit mehr als 2000 Meter Höhendifferenz werden als Ultraberglauf bezeichnet.
Außer den unten aufgeführten Ultramarathon-Veranstaltungen über bestimmte Distanzen gibt es auch Läufe, die über eine bestimmte Zeit ausgetragen werden. Die kürzeste dieser Disziplinen, die als Ultramarathon gilt, ist der 6-Stunden-Lauf; längere Mehrstundenläufe werden über 12, 24, 48 oder 72 Stunden ausgetragen.
In Deutschland gibt es seit 1987 Deutsche Meisterschaften des Deutschen Leichtathletik-Verbandes (DLV) über 100 km. Seit 2019 gibt es auch im 50 km- und 24-Stunden-Lauf offizielle Deutsche Meisterschaften, die vorher von der Deutschen Ultramarathon-Vereinigung (DUV) veranstaltet wurden und auch weiterhin von ihr ausgerichtet werden. Auch der 6-Stunden-Lauf wurde in das Wettkampfprogramm des DLV aufgenommen.
International veranstaltet die International Association of Ultrarunners (IAU) unter der Schirmherrschaft von World Athletics vier internationale Jahreshöhepunkte: Einen Weltcup (World Cup) über 100 Kilometer, einen 24-Stunden-Lauf, einen Gelände-Ultralauf und einen 50-Kilometer-Lauf (50 km Trophy).
Diese sind allerdings keine offiziellen World-Athletics-Weltmeisterschaften. Der Europacup der Ultramarathons ist ein Cup-Wettbewerb, der einige der größten Ultramarathons Europas umfasst. Des Weiteren veranstaltet das Sri Chinmoy Marathon Team (SCMT) seit 1977 weltweit UM-Läufe.
Das Training für einen Ultramarathon ist dem für einen Marathonlauf ähnlich, jedoch werden die „langen langsamen Läufe“ auf über drei Stunden Dauer ausgedehnt. Die gesundheitlichen Risiken entsprechen denen beim Marathonlauf.

## Bekannteste Ultraläufe

### Deutschland
| Art           | Strecke/Zeit  | Beschreibung |
| ------------- | ------------- | --- |
| Streckenläufe | <52 km        | - 50 km: Taubertal 100 50-km-Strecke von Rothenburg nach Bad Mergentheim - 50 km: Eschollbrücker Ultra-Marathon in Pfungstadt - 50 km: 50-km-Ultramarathon in Rodgau - 50 km: Marburger Lahntallauf (bis 2009: Rund um die Steinmühle) in Marburg - 50 km: Arnsberger Ultramarathon - 50 km: Schwäbische-Alb-Marathon bei Schwäbisch Gmünd - 50 km: Hitdorf in Leverkusen - 50 km: Bottroper Ultramarathon - 51 km Harzquerung zwischen Wernigerode und Nordhausen |
| Streckenläufe | 52–75 km      | - 63 km (3 Runden je ±500 HM): Bärenfels-Ultra-Trail bei Nohfelden - 63,3 km (±1.100 HM): Röntgenlauf rund um Remscheid (Bergisches Land) - 63,3 km (3 Runden je ±200 HM): Königsforst-Marathon in Bergisch Gladbach (Bergisches Land) - 74 km (±2.000 HM): P-Weg-Marathon im Sauerland über Waldwege rund um Plettenberg - 69 km Borderland-Ultralauf im Heldburger Land (längere Strecke auch über 111 km) - 70 km Allgäu Panorama Ultra-Marathon bei Sonthofen. - 71 km: Taubertal 100 71-km-Strecke von Rothenburg nach Tauberbischofsheim - 72 km: Ems-Jade-Lauf von Emden nach Wilhelmshaven (eingestellt) - 73,9 km: GutsMuths-Rennsteiglauf von Eisenach nach Schmiedefeld |
| Streckenläufe | 75–100 km     | - 75 km Hollenlauf bei Bödefeld - 75 km: Müritz-Lauf um Deutschlands größten Binnensee – die Müritz, von 2001 bis 2022 - 80 km: Fidelitas-Nachtlauf rund um Karlsruhe - 80,49 km (50 Meilen) KiLL50 Kein idyllischer Landschaftslauf 50 Meilen in Hildesheim - 84,4 km (8.848 HM/39.700 Stufen) Sächsischer Mt. Everest Treppenmarathon in Radebeul - 100 km (±4500 HM): Chiemgauer 100 bei Ruhpolding - 100 km: Taubertal 100 100-km-Strecke von Rothenburg nach Wertheim - 100 km: Leipziger 100-km-Lauf - 100 km: 100 km-Lauf von Grünheide in Grünheide - 100 km: Arnsberger Ultramarathon - 100 km (±2.150 HM): Thüringenultra bei Fröttstädt - 100 km Ulmer CEP – Laufnacht - 100 km WUB Ultralauf auf Wappenweg Bielefeld - 100 km: WHEW100 – 100 Kilometer Ultramarathon über alte Bahntrassen von Wuppertal über Wülfrath, Velbert, Heiligenhaus, Essen, Hattingen und Sprockhövel zurück nach Wuppertal |
| Streckenläufe | 100–200 km    | - 111 km Hollenlauf bei Bödefeld - 111 km Borderland-Ultralauf im Heldburger Land (kürzere Strecke auch über 69 km) - 115 km Zugspitz-Gipfelsturm von München auf die 2962 m hohe Zugspitze (auch ab Ohlstadt mit 45 km möglich) - 161 km (entspr. 100 Meilen) 100 Meilen Berlin auf dem Berliner Mauerweg - 161 km (entspr. 100 Meilen) Hanse 100 von Hamburg nach Bremen - 161 km (entspr. 100 Meilen) Taubertal 100 100-Meilen-Strecke von Rothenburg nach Gemünden - 161 km (entspr. 100 Meilen) Stunt 100, Sibbesser Tag und Nacht Trail - 161 km (±7500 HM): Chiemgauer 100 bei Ruhpolding |
| Streckenläufe | >200 km       | - 230 km: Tortour de Ruhr von Winterberg zur Rheinorange - 239 km: Junut, Jurasteig Nonstop Ultratrail, Rundlauf im Landkreis Neumarkt i.d.OPf. - 245 km: Bergischer Ultra, Non-Stopp-Lauf über den Rundweg Bergischer Panoramasteig. - 320 km: WiBoLT, Lauf von Wiesbaden nach Bonn über den Rheinsteig, zweitlängster Non-Stopp-Lauf Deutschlands - 661 km: Goldsteig Ultrarace, längster Non-Stopp-Lauf Deutschlands |
| Stundenläufe  | 6 Stunden     | - Self-Transcendence 6-Stunden-Lauf Nürnberg, Nürnberg - Self-Transcendence 6-Stunden-Lauf, München - 6h-Lauf-Münster, Münster |
| Stundenläufe  | 12 Stunden    | - internationaler 12-Stundenlauf, Brühl - Self-Transcendence 12-Stunden-Lauf, Berlin |
| Stundenläufe  | 24 Stunden    | - 24-Stunden-Lauf Rodgau, seit 1972 in Rodgau durchgeführter Spendenlauf - 24 Stunden von Stadtoldendorf 2009 mit den 21. Deutschen Meisterschaften im 24-Stunden-Lauf der DUV in Stadtoldendorf - Self-Transcendence 24-Stunden-Lauf, Berlin - 24 Stunden Burginsellauf in Delmenhorst, seit 2003 - 24 Stunden von Bernau, auch 6 Stunden, seit 2004 - 24 Stunden von Reichenbach im Vogtland, seit 1987 - Sächsischer Mt. Everest Treppenmarathon in Radebeul (Rekord: 144 Runden; Distanz über 120 Kilometer, über 12.700 Höhenmeter [57.168 Stufen]) |
| Stundenläufe  | 48 Stunden    | |
| Stundenläufe  | 72+ Stunden   | - 72 Stunden von Wanne-Eickel |
| Etappenläufe  | <10 Etappen   | - 180 km in 5 Tagesetappen: GR 20 Trans-Korsika mit über 12.000 HM - 280 km in 6 Tagesetappen: Trans Atlas Marathon mit 12.000 HM oder 120 km mit 6.000 HM von Mohamad Ahansal - 324 km in 5 Tagesetappen: Baltic Run von Berlin nach Karlshagen (Insel Usedom), von 2008 bis 2012 - 330 km in 5 Tagesetappen: Isarrun (zuerst als Isarlauf veranstaltet) entlang der Isar - 410 km in 6 Tagesetappen: Spreelauf entlang der Spree |
| Etappenläufe  | 10–15 Etappen | |
| Etappenläufe  | >15 Etappen   | - 1.200 km in 17 Tagesetappen: Deutschlandlauf von Kap Arkona nach Lörrach |

### Europa
| Art           | Strecke/Zeit | Beschreibung |
| ------------- | ------------ | --- |
| Streckenläufe | <50 km       | - 45,595 km (1.973 HM): Zermatt-Marathon bei St. Niklaus und Zermatt im Schweizer Kanton Wallis |
| Streckenläufe | 50–75 km     | - 50 km: Österreich, Stadtgut Steyr Ultralauf Event, - 50 km: Schweiz, Bielersee Ultramarathon - 50 km: Frankreich, Paris Self-Transcendence 50-km-Lauf - 50 km: Niederlande, Amsterdam Self-Transcendence 50-km-Lauf - 70 km (±4.300 HM): Österreich, Bergmarathon „Rund um den Traunsee“ - 52 km (±2.000 HM): Österreich, der Linzer Bergmarathon - 50/70 km (3.000 HM): Österreich, der Ötscher Ultramarathon in Lackenhof (Niederösterreich) in zwei Tagen - 56 km (2.200 HM): Österreich, der Veitscher Ultra-Alpin-Marathon bei Veitsch (Steiermark) |
| Streckenläufe | 75–100 km    | - 100 km: Österreich, Stadtgut Steyr Ultralauf Event - 100 km: Schweiz: Die Bieler Lauftage - 100 km: Belgien: Die Nacht von Flandern - 100 km: Italien: 100 km del Passatore - 100 km: Frankreich, Paris: Self-Transcendence 100-km-Lauf - 100 km: Frankreich, Millau: 100 kilomètres de Millau - 100 km: Niederlande, Amsterdam Self-Transcendence 100-km-Lauf - 100 km: Niederlande: Run Winschoten - 100 km: Tschechien, Prag Self-Transcendence 100-km-Lauf - 100 km: Slowakei, Nitra Self-Transcendence 100-km-Lauf - 85 km: Bulgarien, Slatograd: Gold Border Race - 78,5 km (±2.320 HM): Schweiz, Swiss Alpine Marathon bei Davos - 80,2 km (±5.000 HM): Schweiz, Mountainman bei Luzern - 77 km (±2.000 HM): Schweiz, Défi Val-de-Travers bei Couvet |
| Streckenläufe | 100–200 km   | - 152 km: Das West Highland Way Race von den schottischen Lowlands nonstop in die Highlands am Loch Lomond vorbei - 166 km (±9.500 HM): Der Ultra-Trail du Mont-Blanc rund um das Mont-Blanc-Massiv in 46 Stunden - 110 km (±6.500 HM): Großglockner Ultra-Trail gegen den Uhrzeigersinn um die Glocknergruppe mit Start und Ziel in Kaprun. - 103 km (±3.000 HM): Mozart 100 mit Start und Ziel in Salzburg. - 168 km (±11.000 HM): Der Ehunmilak Ultra-Trail rund um das Goierri Region in Baskenland in 48 Stunden |
| Streckenläufe | >200 km      | - 898 km (+52.900/-52.900 HM): Der Transpyrenea auf dem GR 10 durch die franz. Pyrenäen vom Mittelmeer bis zum Atlantik (Zeitlimit: 400 Stunden) - 330 km (+24.000/-24.000 HM): Der Tor des Géants, der über die Alta Via 1 & 2 vom Aostatal in Italien verläuft (Zeitlimit: 150 Stunden) - 246 km (+3.000/-2.500 HM): Der Spartathlon von Athen nach Sparta (Zeitlimit: 36 Stunden) - 201,8 km (+11.480/-11.480 HM): Schweiz, Swiss Irontrail bei Davos/Kanton Graubünden (Zeitlimit: 66 Stunden) |
| Stundenläufe  | 6 Stunden    | - Sechs-Stunden-Sommernachtslauf Lang-Lebring Österreich, Graz - Self-Transcendence 6-Stunden-Lauf Italien, Mailand - Self-Transcendence 6-Stunden-Lauf Slowakei, Nitra - Self-Transcendence 6-Stunden-Lauf Holland, Amsterdam - Self-Transcendence 6-Stunden-Lauf Österreich, Wien - Self-Transcendence 6-Stunden-Lauf Tschechien, Prag - Golser Ultralauftage, Österreich, Gols |
| Stundenläufe  | 12 Stunden   | - Int. Self-Transcendence 12-Stunden-Lauf Schweiz, Basel - Self-Transcendence 12-Stunden-Lauf Tschechien, Prag - Self-Transcendence 12-Stunden-Lauf Slowakei, Nitra - Prambachkirchner 12-Stunden Benefizlauf Österreich, Prambachkirchen |
| Stundenläufe  | 24 Stunden   | - Int. Self-Transcendence 24-Stunden-Lauf Schweiz, Basel - 24h-Lauf in Irdning - Self-Transcendence 24-Stunden-Lauf Großbritannien, London - Self-Transcendence 24-Stunden-Lauf Tschechien, Kladno - Der Hiru Haundiak rund in Baskenland (100 km; ±5.000 HM) |
| Stundenläufe  | 48 Stunden   | - Self-Transcendence 48-Stunden-Lauf Tschechien, Kladno - Golser Ultralauftage, Österreich, Gols |
| Stundenläufe  | 72+ Stunden  | - 8 days no finish line, Monaco |
| Etappenläufe  | <10 Etappen  | - 321 km in 5 Tagesetappen: Supermarathon Wien-Bratislava-Budapest für Einzelläufer und Mannschaften - 350 km in 7 Tagesetappen: Swiss Jura Marathon von Genf nach Basel - 260–310 km (je nach Route) in 8 Tagesetappen: Transalpine-Run von Deutschland nach Italien, 15.000–18.000 Höhenmeter im Aufstieg - 195,4 km in 4 Tagesetappen: Plattensee-Supermarathon (Ungarn) für Einzelläufer und Mannschaften. |

### Weltweit
| Art                 | Strecke/Zeit                       | Beschreibung |
| ------------------- | ---------------------------------- | --- |
| Streckenläufe       | <50 km                             | |
| Streckenläufe       | 50–75 km                           | - 50 km: Ultra Trio 50 km Race Neuseeland, Christchurch - 56 km: Two Oceans Marathon (Südafrika) bei Kapstadt - 60 km: Te Houtaewa Challenge (Neuseeland) am Ninety Mile Beach - 60 km: Kepler Challenge (Neuseeland) bei Te Anau im Fiordland-Nationalpark |
| Streckenläufe       | 75–100 km                          | - 80 km: Ultra Trio 50 Mile Race Neuseeland, Christchurch - 83 km: Transvulcania auf der Kanarischen Insel La Palma (+4415/-4410 Höhenmeter) - 85–90 km: Comrades Marathon (Südafrika) von Durban nach Pietermaritzburg in geraden Jahren, in ungeraden umgekehrt; der älteste Ultramarathon (seit 1921), Zeitlimit 12 Stunden |
| Streckenläufe       | 100–200 km                         | - 100 km: Ultra Trio 100 km Race Neuseeland, Christchurch - 110 km (±1.800 HM): Der Ultra-Trail Morocco Eco Sahara von Mohamad Ahansal durch die Sahara in Süd-Marokko - 148 km: Sinister 7 148 km ab 2004 161 km Crosslauf (5600 Höhenmeter, Crowsnest Pass Kanada) - 150 km: Boa Vista Ultramarathon (Kap Verde) in 3 Tagen - 162 km (±9.643 HM): Grand Raid de La Réunion (Indischer Ozean) in 63 Stunden - 160 km (+5500 / -7000 HM): Western States Endurance Run (Kalifornien) in 24/30 Stunden - 160 km (±10.000 HM): Hardrock Hundred Mile Endurance Run (Colorado) in 48 Stunden - 160 km (±8.000 HM): Wasatch Front 100 Mile Endurance Run (Utah) in 36 Stunden - 160 km (±16.500 HM): Barkley Marathons (Tennessee) in 60 Stunden |
| Streckenläufe       | >200 km                            | - 217 km (+4.000/-1.400 HM): Badwater Ultramarathon (Kalifornien, USA) vom Death Valley zum Mount Whitney in 60 Stunden - 875 km (544 miles): Westfield Sydney to Melbourne Ultramarathon - Self-Transcendence 3100 Mile Race in New York, Queens |
| Stundenläufe        | 6 Stunden                          | - Sri Chinmoy Self Transcendence Ultra Classic 6 Hour Race in Kanada, Ottawa - Self-Transcendence 6-Hour Race in Kanada, Kingston - Sri Chinmoy 6 Hour Track Race in Neuseeland, Auckland |
| Stundenläufe        | 12 Stunden                         | - Sri Chinmoy Self Transcendence Ultra Classic 12 Hour Race in Kanada, Ottawa - Sri Chinmoy 12 Hour Track Race in Neuseeland, Auckland |
| Stundenläufe        | 24 Stunden                         | - Sri Chinmoy Self Transcendence Ultra Classic 6 Hour Race in Kanada, Ottawa - Sri Chinmoy 24 Hour Track Race in Neuseeland, Auckland |
| Stundenläufe        | 48 Stunden                         | |
| Stundenläufe        | 72+ Stunden                        | - 160,93/482,80/692,02 km (100/300/430 Meilen) in 3/8/13 Tagesetappen, Yukon Arctic Ultra in Kanada, Yukon |
| Stundenläufe        | 6 Tage                             | - Self-Transcendence Six Day Race, USA Flushing |
| Stundenläufe        | 10 Tage                            | - Self-Transcendence Ten Day Race, USA Flushing |
| Etappenläufe        | <10 Etappen                        | - 193 km in 6 Tagesetappen: TransRockies Run in Colorado, USA |
| Etappenläufe        | 10–50 Etappen                      | - 1.150 km in 18 Tagesetappen: Transe Gaule von Roscoff nach Gruissan-Plagel - 160,93/482,80/692,02 km (100/300/430 Meilen) in 3/8/13 Tagesetappen: Der Yukon Arctic Ultra in Kanada, auf der Strecke des Yukon Quest. |
| Etappenläufe        | >50 Etappen                        | - 4.000–5.100 km in 64 Tagesetappen: Der Transeuropalauf: 5.036 km 2003 von Lissabon nach Moskau, 4.487 km 2009 von Bari zum Nordkapp, 4.176 km 2012 von Skagen nach Gibraltar. |
| extreme Bedingungen | Wüstenläufe/Dschungellauf/Berglauf | - 217,26 km (135 Meilen): Der Badwater Ultramarathon zählt zu den härtesten Ultramarathons der Welt. Die Strecke führt von Badwater im Death Valley auf den Mount Whitney in Kalifornien. - 240 km in 7 Tagesetappen: Marathon des Sables geht quer durch die Sahara-Wüste Marokkos - 250 km in 7 Tagesetappen: Kalahari Augrabies Extreme Marathon in der Kalahari-Wüste von Südafrika - 250/500 km in 8 Tagesetappen: Ultra Montpellier (Frankreich) Valencia (Spanien) - Vier-Wüsten-Rennen (4-mal 6 Tagesetappen von 250 km) - 250 km in 6 Tagesetappen: Gobi March durch die Gobi-Wüste in China, 1. Wüste des Vier-Wüsten-Laufes - 250 km in 6 Tagesetappen: Sahara Race durch die Sahara-Wüste von Ägypten, 2. Wüste des Vier-Wüsten-Laufes - 250 km in 6 Tagesetappen: Atacama Crossing durch die Atacamawüste von Chile, 3. Wüste des Vier-Wüsten-Laufes - 250 km in 6 Tagesetappen: The Last Desert durch die Antarktis, 4. Wüste des Vier-Wüsten-Laufes, Teilnahme nur bei erfolgreicher Beendigung von mindestens zwei Läufen in der Wüstenserie, 15 Zieleinläufe im Jahr 2007 - Dschungel-Durchquerung - 220 km in 6 Tagesetappen: Cambodia Ultra Trail durch den Dschungel in Kambodscha - Himalaya-Durchquerung - 1500 km in 25 Tagesetappen: Great Himalaya Trail in Nepal - Pacific Crest Trail - 4265 km in 51 Tagesetappen: in den USA von der mexikanischen bis zu kanadischen Grenze |

## Läufe mit Ausscheidungsverfahren
Bei einem Backyard Ultra beginnt zu jeder vollen Stunde eine neue, 6.706 m lange Runde. Wer die nächste Runde nicht rechtzeitig antritt, scheidet aus. Sieger ist, wer mindestens eine Runde weiter gelaufen ist als alle anderen Teilnehmer. Harvey Lewis hält derzeit (Oktober 2023) den Rekord mit 724 Kilometern in 108 Stunden.

## Läufe ohne Wettkampfcharakter
- Die Brocken-Challenge: 84,5 km von Göttingen auf den Brocken. 2.192 HM bergauf
- Der Decke-Tönnes-Marathon bei Euskirchen mit 43,5 km und 870 Höhenmetern (54,7 km und 1100 Höhenmetern in der XL-Variante)
- Der Westerwaldlauf: 50 km rund um Rengsdorf
- Die Georgsmarienhütter Null, 50 km (wird nicht mehr veranstaltet)
- Der Abenteuerlauf: 170 km in vier Tagesetappen von Tannheim (Tirol) nach Pertisau am Achensee
- Der Amberger Ultra-Lauf (AULA): Gruppenlauf in sechs Etappen über 63 km
- Der Klingenpfadlauf: 75 km rund um Solingen
- Der Kölnpfad Ultramarathon: 171 km rund um Köln
- Der Hildesheimer LandschaftsLauf 50 Kilometer Rundweg Hildesheimer Höhenzüge
- Der Sibesser Tag und Nacht Trail über 100 Meilen
- Der Velpker Samtgemeindelauf: Gruppenlauf über 47 km[24]
- Spendenmarathons „5 in 5 Tagen“ in Rheine – Emsdetten – Warendorf – Münster – Oelde[25]
- 24 Stunden Burgenland Extrem Tour: 120 km im Winter rund um den Neusiedler See (Österreich/Ungarn)

Siehe auch: Liste von Marathonläufen

## Nationale Rekorde und Weltmeisterschaftsrekorde von Ultramarathon-Läufern
- Tomoe Abe, weibliche 100-km-Weltrekordhalterin (6:33:11 h, 25. Juni 2000 in Kitami)
- Gordy Ansleigh, Western-States-Endurance-Run-Pionier, Erfinder des Trail-Ultramarathons
- Suprabha Beckjord und Wolfgang Schwerk Rekordhalter des 3100-Meilen-Rennens
- Edit Bérces, Weltrekordhalter des 24-Stunden-Laufbandrennens; hält mehrere ungarische Rekorde
- Cornelia Bullig, deutsche Rekordhalterin im Sechs-Tage-Lauf
- Ted Corbitt, Vater des Amerikanischen Ultralaufs; 1952 US Olympic Team-Mitglied; ehemaliger amerikanischer Weltrekordhalter in verschiedenen Distanzen
- Bruce Fordyce, neunfacher Gewinner des Comrades Marathon; afrikanischer 100-km-Rekordhalter (6:25:07 h)
- Wally Hayward, Mehrfacher Gewinner des Comrades Marathon, London nach Brighton, viele andere Ultramarathons
- Bernd Heinrich, US-100-Meilen-Bahnrekordhalter (12:27:01 h)
- Scott Jurek, siebenfacher Gewinn und aktueller Platzhalter des Western States Endurance Run; zweifacher Gewinner des Badwater Ultramarathons; Gewinner des Hardrock Hundred Mile Endurance Run; dreifacher Gewinner des Spartathlon 152-Meilen-Rennens von Athen nach Sparta, Griechenland
- Uladsimir Kotau, ehemaliger Gewinner des Comrades Marathon
- Yiannis Kouros, Mehrtagesrennen-Legende, hält mehrere Weltrekorde von 24-Stunden- bis 1000-Meilen-Rennen
- Frith van der Merwe, setzte den Streckenrekord des Comrades Marathon für beide Richtungen
- Stu Mittleman, US-Rekordhalter des Sechs-Tage-Rennens (578 Meilen)
- Arthur F. H. Newton, fünffacher Gewinner des Comrades Marathon
- Jesper Olsen lief in 22 Monaten um die Welt (2004/05); gewann das australische Sechs-Tage-Rennen (2004).
- Nao Kazami, männlicher 100-km-Weltrekordhalter (6:09:14 h, 24. Juni 2018 in Kitami)
- Russ Cook, lief von 2023 bis 2024, innerhalb von 12 Monaten, von der Südspitzes Afrikas an die Nordspitze Afrikas und legte dabei 16.000 Kilometer zurück. Er ist der erste Mensch, der dies tat.
- Ann Trason, 13-facher Western States Endurance Run-Gewinner und weiblicher Streckenrekordhalter; hält mehrere Weltrekorde, inkl. 100-Meilen (13:47:41 h 1991), 50-Meilen (5:40:18 h, 1991) und 12-Stunden (147,6 km, 1991); amerikanische 100 km-Rekordhalterin (7:00:48 h)
- Kristina Paltén, durchquerte den Iran in 58 Tagen und war 2017 Weltrekordhalterin im 48-Stunden-Lauf auf dem Laufband[26]
- Felix Weber, deutscher Rekord im 24-Stundenlauf mit 278,312 km (2023)
- Richard Whitehead, hält mehrere Weltrekorde für beidseitig Beinamputierte vom Halbmarathon bis zum Comrades Marathon
- Cliff Young und Bryan Smith, ehemalige Gewinner des Westfield Sydney nach Melbourne Ultralaufs

## Deutsche Ultramarathonläufer
- Nele Alder-Baerens (* 1978)
- Astrid Benöhr (* 1957)
- Rosanna Buchauer (* 1990)
- Cornelia Bullig (* 1959)
- André Collet (* 1971)
- Fabio Crescentini
- Christian Grundner (* 1968)
- Sebastian Haag (1978–2014)
- Ida-Sophie Hegemann (* 1997)
- Moritz auf der Heide (* 1987)
- Marcel Heinig (* 1981)
- Achim Heukemes (* 1951)
- Antje Krause (* 1972)
- Birgit Lennartz (* 1965)
- Jens Lukas
- Hannes Namberger (* 1989)
- Florian Neuschwander (* 1981)
- Daniela Oemus (* 1989)
- Horst Preisler (1935–2022)
- Florian Reus (* 1984)
- Axel Rittershaus
- Stefan Schlett (* 1962)
- Paul Schmidt (* 1985)
- Ingo Schulze (* 1948)
- Peter Seifert (1983–2019)
- Michael Sommer (* 1964)
- Eva-Maria Sperger (* 1979)
- Werner Stöcker (* 1939)
- Melanie Straß
- Pamela Veith
- Constanze Wagner (* 1963)
- Felix Weber (* 1987)
- Eva-Maria Westphal (1918–1996)
- Jürgen Wieser (* 1969)
- Robert Wimmer (* 1965)
- Adolf Weidmann (1901–1997)
- Martin Glodowski (* 1986)

## Film
- I Want to Run – Das härteste Rennen der Welt von Achim Michael Hasenberg, Kinodokumentarfilm 2012, 92 Minuten